# Албрехт VII (Шварцбург-Рудолщат)
Вижте пояснителната страница за други личности с името Албрехт VII.
Албрехт VII фон Шварцбург-Рудолщат (на немски: Albrecht VII von Schwarzburg-Rudolstadt, Albert VII) е граф на Шварцбург-Рудолщат от фамилията Шварцбург. Той основава линията Шварцбург-Рудолщат.

## Биография
Роден е на 16 януари 1537 година в Зондерсхаузен. Той е най-малкият син на граф Гюнтер XL фон Шварцбург (1499 – 1552), наричан „Богатия", или „този с мазната уста“, и съпругата му графиня Елизабет Елизабет фон Изенбург-Бюдинген-Келстербах († 14 май 1572), дъщеря на граф Филип фон Изенбург-Бюдинген-Ронебург и графиня Амалия фон Ринек. Брат е на Йохан Гюнтер I (1532 – 1586), граф на Шварцбург-Зондерсхаузен, Вилхелм I (1534 – 1597), граф на Шварцбург-Франкенхаузен, Албрехт VII (1537 – 1605), граф на Шварцбург-Рудолщат, Магдалена (1530 – 1565), омъжена 1552 г. за граф Йохан Албрехт VI фон Мансфелд-Арнщайн (1522 – 1586), Анна Сибила (1540 – 1578), омъжена 1571 г. за граф Лудвиг III фон Изенбург-Бюдинген-Бирщайн (1529 – 1588), Елизабет (1541 – 1612), омъжена 1576 г. за граф Йохан VII (XVI) фон Олденбург (1540 – 1603).
Като дете той е отвлечен на 20 април 1550 г. заедно с граф Хуго фон Мансфелд и един учител от грабежния рицар Йобст Хаке в Зондерсхаузен. Албрехт и учителят му малко след това са отново освободени.
От 1550 г. Албрехт следва в универитетите в Ерфурт, Йена и Льовен. През 1555 г. пътува до университетския град Падуа. След смъртта на баща му на 10 ноември 1552 г. четиримата братя управляват заедно. Албрехт VII е по-малък брат на Гюнтер XLI (1529 – 1583, бездетен), Йохан Гюнтер I (1532 – 1586), и Вилхелм I (1534 – 1597, бездетен), граф на Шварцбург-Франкенхаузен.
През 1563 г. Албрехт с братята си Гюнтер и Вилхелм участва при датския крал Фридрих II във войната против Швеция. Гюнтер е най-главния генерал във войната. През 1565 г. Албрехт се връща обратно в родината си. През 1571 г. четиримата братя разделят графството. Албрехт получава Шварцбург-Рудолщат.
Той умира на 10 април 1605 г. на 68 години в Рудолщат, Тюрингия, и е погребан там.

## Фамилия
Първи брак: на 14 юни 1575 г. в Диленбург се жени за графиня Юлиана фон Насау-Диленбург (* 10 август 1546; † 11 август 1588), дъщеря на Вилхелм Богатия, граф на Насау-Диленбург и графиня Юлиана фон Щолберг. Те основават линията Шварцбург-Рудолщат на фамилията Шварцбург. Двамата имат десет деца:
- Карл Гюнтер (1576 – 1630), граф на Шварцбург-Рудолщат, женен 1613 г. за принцеса Анна София фон Анхалт (1584 – 1652)
- Елизабет Юлиана (1578 – 1658)
- София VI (1579 – 1630), омъжена 1595 г. за граф Йобст II фон Барби-Мюлинген (1544 – 1609)
- Магдалена II (1580 – 1652), омъжена 1597 г. за Хайнрих II Ройс цу Гера (1572 – 1635)
- Лудвиг Гюнтер (1581 – 1646), граф на Шварцбург-Рудолщат, женен 1638 г. за графиня Емилия фон Олденбург (1614 – 1670)
- Албрехт Гюнтер (1582 – 1634), граф на Шварцбург-Рудолщат
- Анна Сибила (1584 – 1623), омъжена 1612 г. за Кристиан Гюнтер I граф фон Шварцбург-Зондерсхаузен (1578 – 1642)
- Катарина Мария (1585 – 1650)
- Доротея Сузана (1587 – 1662)
- Хайнрих Гюнтер (1588 – 1589), ослепял от едра шарка

Втори брак: на 2 март 1591 г. във Вайлбург се жени за графиня Елизабет фон Лайнинген-Вестербург (* 29 юли 1568; † 27 октомври 1617), дъщеря на граф Райнхард II фон Лайнинген-Вестербург (1530 – 1584) и графиня Отилия фон Мандершайд-Бланкенхайм-Кайл (1536 – 1597). Бракът е бездетен.